# Copley-Medaille

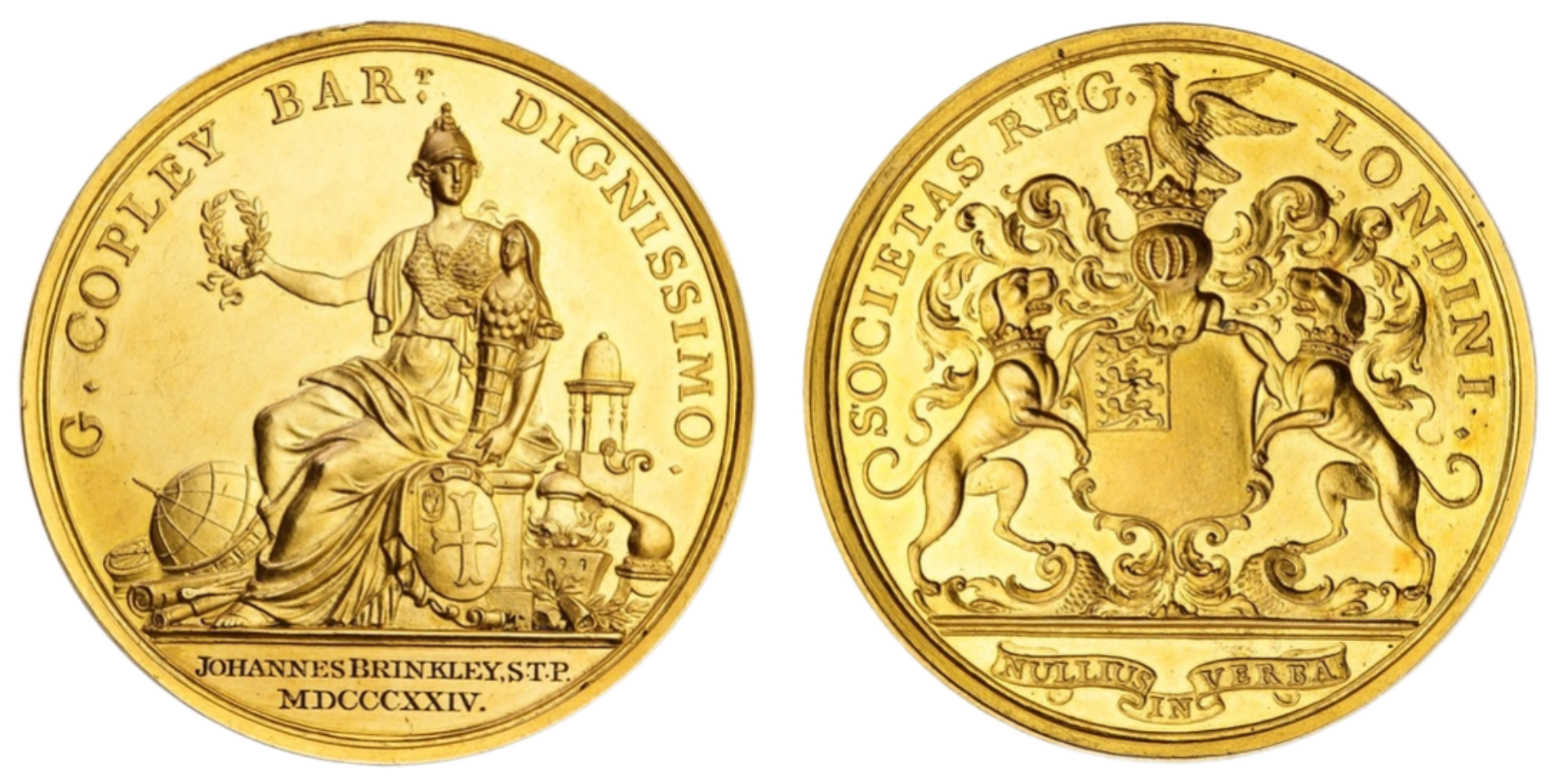
John Brinkleys Copley-Medaille

Die Copley-Medaille (engl. Copley Medal) ist eine von der britischen Royal Society verliehene Auszeichnung für Wissenschaftler aller Fachrichtungen. Sie ist die älteste und höchstdotierte der von der Royal Society regelmäßig vergebenen Auszeichnungen. Die Copley-Medaille wird seit 1731 jährlich an einen Wissenschaftler vergeben. Die Medaille ist nach Godfrey Copley benannt, der ein reicher Grundbesitzer und selbst Mitglied der Royal Society war. Sie ist versilbert und mit einem Preisgeld von 25000 Pfund Sterling dotiert. Unter den ausgezeichneten Wissenschaftlern befinden sich Charles Darwin, Albert Einstein und Léon Foucault.

## Träger der Auszeichnung

### 18. Jahrhundert
- 1731: Stephen Gray (1666–1736)
- 1732: Stephen Gray (1666–1736)
- 1733: nicht verliehen
- 1734: John Theophilus Desaguliers (1683–1744)
- 1735: nicht verliehen
- 1736: John Theophilus Desaguliers (1683–1744)
- 1737: John Belchier (1706–1785)
- 1738: James Valoue
- 1739: Stephen Hales (1677–1761)
- 1740: Alexander Stuart (1673–1742)
- 1741: John Theophilus Desaguliers (1683–1744)
- 1742: Christopher Middleton († 1770)
- 1743: Abraham Trembley (1710–1784)
- 1744: Henry Baker (1698–1774)
- 1745: William Watson (1715–1787)
- 1746: Benjamin Robins (1707–1751)
- 1747: Gowin Knight (1713–1772)
- 1748: James Bradley (1693–1762)
- 1749: John Harrison (1693–1776)
- 1750: George Edwards (1694–1773)
- 1751: John Canton (1718–1772)
- 1752: John Pringle (1707–1782)
- 1753: Benjamin Franklin (1706–1790)
- 1754: William Lewis (1708–1790)
- 1755: John Huxham (1692–1768)
- 1757: Charles Cavendish (1704–1783)
- 1758: John Dollond (1706–1761)
- 1759: John Smeaton (1724–1792)
- 1760: Benjamin Wilson (1721–1788)
- 1761: nicht verliehen
- 1762: nicht verliehen
- 1763: nicht verliehen
- 1764: John Canton (1718–1772)
- 1765: nicht verliehen
- 1766: William Brownrigg (1711–1800), Edward Delaval (1729–1814), Henry Cavendish (1731–1810)
- 1767: John Ellis (um 1710 – 1776)
- 1768: Peter Woulfe (um 1727 – 1803)
- 1769: William Hewson (1739–1774)
- 1770: William Hamilton (1730–1803)
- 1771: Matthew Raper (1705–1778)
- 1772: Joseph Priestley (1733–1804)
- 1773: John Walsh (1726–1795)
- 1774: nicht verliehen
- 1775: Nevil Maskelyne (1732–1811)
- 1776: James Cook (1728–1779)
- 1777: John Mudge (1721–1793)
- 1778: Charles Hutton (1737–1823)
- 1779: nicht verliehen
- 1780: Samuel Vince (1749–1821)
- 1781: Wilhelm Herschel (1738–1822)
- 1782: Richard Kirwan (1733–1812)
- 1783: John Goodricke (1764–1786), Thomas Hutchins (1742–1790)
- 1784: Edward Waring (1736–1798)
- 1785: William Roy (1726–1790)
- 1787: John Hunter (1728–1793)
- 1788: Charles Blagden (1748–1820)
- 1789: William Morgan (1750–1833)
- 1791: James Rennell (1742–1830), Jean-André Deluc (1727–1817)
- 1792: Benjamin Thompson (1753–1814)
- 1794: Alessandro Volta (1745–1827)
- 1795: Jesse Ramsden (1735–1800)
- 1796: George Atwood (1745–1807)
- 1798: George Shuckburgh (1751–1804), Charles Hatchett (1765–1847)
- 1799: John Hellins (um 1749 – 1827)
- 1800: Edward Charles Howard (1774–1816)

### 19. Jahrhundert
- 1801: Astley Paston Cooper (1768–1841)
- 1802: William Hyde Wollaston (1766–1828)
- 1803: Richard Chenevix (um 1774 – 1830)
- 1804: Smithson Tennant (1761–1815)
- 1805: Humphry Davy (1778–1829)
- 1806: Thomas Andrew Knight (1759–1838)
- 1807: Everard Home (1756–1832)
- 1808: William Henry (1774–1836)
- 1809: Edward Troughton (1753–1835)
- 1810: nicht verliehen
- 1811: Benjamin Collins Brodie (1783–1862)
- 1812: nicht verliehen
- 1813: William Thomas Brande (1788–1866)
- 1814: James Ivory (1765–1842)
- 1815: David Brewster (1781–1868)
- 1816: nicht verliehen
- 1817: Henry Kater (1777–1835)
- 1818: Robert Seppings (1767–1840)
- 1820: Hans Christian Ørsted (1777–1851)
- 1821: Edward Sabine (1788–1883), John Herschel (1792–1871)
- 1822: William Buckland (1784–1856)
- 1823: John Pond (1767–1836)
- 1824: John Brinkley (um 1763 – 1835)
- 1825: François Arago (1786–1853), Peter Barlow (1776–1862)
- 1826: James South (1785–1867)
- 1827: William Prout (1785–1850), Henry Foster (1796–1831)
- 1828: nicht verliehen
- 1829: nicht verliehen
- 1830: nicht verliehen
- 1831: George Biddell Airy (1801–1892)
- 1832: Michael Faraday (1791–1867), Siméon Denis Poisson (1781–1840)
- 1833: nicht verliehen
- 1834: Giovanni Antonio Amedeo Plana (1781–1864)
- 1835: William Snow Harris (1791–1867)
- 1836: Jöns Jakob Berzelius (1779–1848), Francis Kiernan (1800–1874)
- 1837: Antoine César Becquerel (1788–1878), John Frederic Daniell (1790–1845)
- 1838: Carl Friedrich Gauß (1777–1855), Michael Faraday (1791–1867)
- 1839: Robert Brown (1773–1858)
- 1840: Justus von Liebig (1803–1873)
- 1841: Georg Simon Ohm (1789–1854)
- 1842: James MacCullagh (1809–1847)
- 1843: Jean-Baptiste Dumas (1800–1884)
- 1844: Carlo Matteucci (1811–1868)
- 1845: Theodor Schwann (1810–1882)
- 1846: Urbain Le Verrier (1811–1877)
- 1847: John Herschel (1792–1871)
- 1848: John Couch Adams (1819–1892)
- 1849: Roderick Murchison (1792–1871)
- 1850: Peter Andreas Hansen (1795–1874)
- 1851: Richard Owen (1804–1892)
- 1852: Alexander von Humboldt (1769–1859)
- 1853: Heinrich Wilhelm Dove (1803–1879)
- 1854: Johannes Peter Müller (1801–1858)
- 1855: Léon Foucault (1819–1868)
- 1856: Henri Milne Edwards (1800–1885)
- 1857: Eugène Chevreul (1786–1889)
- 1858: Charles Lyell (1797–1875)
- 1859: Wilhelm Eduard Weber (1804–1891)
- 1860: Robert Wilhelm Bunsen (1811–1899)
- 1861: Louis Agassiz (1807–1873)
- 1862: Thomas Graham (1805–1869)
- 1863: Adam Sedgwick (1785–1873)
- 1864: Charles Darwin (1809–1882)
- 1865: Michel Chasles (1793–1880)
- 1866: Julius Plücker (1801–1868)
- 1867: Karl Ernst von Baer (1792–1876)
- 1868: Charles Wheatstone (1802–1875)
- 1869: Henri Victor Regnault (1810–1878)
- 1870: James Prescott Joule (1818–1889)
- 1871: Julius Robert von Mayer (1814–1878)
- 1872: Friedrich Wöhler (1800–1882)
- 1873: Hermann von Helmholtz (1821–1894)
- 1874: Louis Pasteur (1822–1895)
- 1875: August Wilhelm von Hofmann (1818–1892)
- 1876: Claude Bernard (1813–1878)
- 1877: James Dwight Dana (1813–1895)
- 1878: Jean Baptiste Boussingault (1802–1887)
- 1879: Rudolf Clausius (1822–1888)
- 1880: James Joseph Sylvester (1814–1897)
- 1881: Charles Adolphe Wurtz (1817–1884)
- 1882: Arthur Cayley (1821–1895)
- 1883: William Thomson, 1. Baron Kelvin (1824–1907)
- 1884: Carl Ludwig (1816–1895)
- 1885: August Kekulé (1829–1896)
- 1886: Franz Ernst Neumann (1798–1895)
- 1887: Joseph Dalton Hooker (1817–1911)
- 1888: Thomas Henry Huxley (1825–1895)
- 1889: George Salmon (1819–1904)
- 1890: Simon Newcomb (1835–1909)
- 1891: Stanislao Cannizzaro (1826–1910)
- 1892: Rudolf Virchow (1821–1902)
- 1893: George Gabriel Stokes (1819–1903)
- 1894: Edward Frankland (1825–1899)
- 1895: Karl Weierstraß (1815–1897)
- 1896: Carl Gegenbaur (1826–1903)
- 1897: Albert von Kölliker (1817–1905)
- 1898: William Huggins (1824–1910)
- 1899: John William Strutt, 3. Baron Rayleigh (1842–1919)
- 1900: Marcelin Berthelot (1827–1907)

### 20. Jahrhundert
- 1901: Josiah Willard Gibbs (1839–1903)
- 1902: Joseph Lister, 1. Baron Lister (1827–1912)
- 1903: Eduard Suess (1831–1914)
- 1904: William Crookes (1832–1919)
- 1905: Dmitri Mendelejew (1834–1907)
- 1906: Ilja Metschnikow (1845–1916)
- 1907: Albert A. Michelson (1852–1931)
- 1908: Alfred Russel Wallace (1823–1913)
- 1909: George William Hill (1838–1914)
- 1910: Francis Galton (1822–1911)
- 1911: George Howard Darwin (1845–1912)
- 1912: Felix Klein (1849–1925)
- 1913: Ray Lankester (1847–1929)
- 1914: Joseph John Thomson (1856–1940)
- 1915: Iwan Pawlow (1849–1936)
- 1916: James Dewar (1842–1923)
- 1917: Émile Roux (1853–1933)
- 1918: Hendrik Antoon Lorentz (1853–1928)
- 1919: William Bayliss (1860–1924)
- 1920: Horace Tabberer Brown (1848–1925)
- 1921: Joseph Larmor (1857–1942)
- 1922: Ernest Rutherford (1871–1937)
- 1923: Horace Lamb (1849–1934)
- 1924: Edward Albert Sharpey-Schafer (1850–1935)
- 1925: Albert Einstein (1879–1955)
- 1926: Frederick Gowland Hopkins (1861–1947)
- 1927: Charles Scott Sherrington (1857–1952)
- 1928: Charles Parsons (1854–1931)
- 1929: Max Planck (1858–1947)
- 1930: William Henry Bragg (1862–1942)
- 1931: Arthur Schuster (1851–1934)
- 1932: George Ellery Hale (1868–1938)
- 1933: Theobald Smith (1859–1934)
- 1934: John Scott Haldane (1860–1936)
- 1935: Charles Thomson Rees Wilson (1869–1959)
- 1936: Arthur Evans (1851–1941)
- 1937: Henry Hallett Dale (1875–1968)
- 1938: Niels Bohr (1885–1962)
- 1939: Thomas Hunt Morgan (1866–1945)
- 1940: Paul Langevin (1872–1946)
- 1941: Thomas Lewis (1881–1945)
- 1942: Robert Robinson (1886–1975)
- 1943: Joseph Barcroft (1872–1947)
- 1944: Geoffrey Ingram Taylor (1886–1975)
- 1945: Oswald Avery (1877–1955)
- 1946: Edgar Adrian, 1. Baron Adrian (1889–1977)
- 1947: Godfrey Harold Hardy (1877–1947)
- 1948: Archibald Vivian Hill (1886–1977)
- 1949: George de Hevesy (1885–1966)
- 1950: James Chadwick (1891–1974)
- 1951: David Keilin (1887–1963)
- 1952: Paul Dirac (1902–1984)
- 1953: Albert Jan Kluyver (1888–1956)
- 1954: Edmund Taylor Whittaker (1873–1956)
- 1955: Ronald Aylmer Fisher (1890–1962)
- 1956: Patrick Maynard Stuart Blackett (1897–1974)
- 1957: Howard Walter Florey (1898–1968)
- 1958: John Edensor Littlewood (1885–1977)
- 1959: Frank Macfarlane Burnet (1899–1985)
- 1960: Harold Jeffreys (1891–1989)
- 1961: Hans Adolf Krebs (1900–1981)
- 1962: Cyril Norman Hinshelwood (1897–1967)
- 1963: Paul Fildes (1882–1971)
- 1964: Sydney Chapman (1888–1970)
- 1965: Alan Lloyd Hodgkin (1914–1998)
- 1966: William Lawrence Bragg (1890–1971)
- 1967: Bernard Katz (1911–2003)
- 1968: Tadeus Reichstein (1897–1996)
- 1969: Peter Brian Medawar (1915–1987)
- 1970: Alexander Robert Todd (1907–1997)
- 1971: Norman Pirie (1907–1997)
- 1972: Nevill Francis Mott (1905–1996)
- 1973: Andrew Fielding Huxley (1917–2012)
- 1974: William Vallance Douglas Hodge (1903–1975)
- 1975: Francis Crick (1916–2004)
- 1976: Dorothy Mary Hodgkin (1910–1994)
- 1977: Frederick Sanger (1918–2013)
- 1978: Robert B. Woodward (1917–1979)
- 1979: Max Ferdinand Perutz (1914–2002)
- 1980: Derek H. R. Barton (1918–1998)
- 1981: Peter D. Mitchell (1920–1992)
- 1982: John W. Cornforth (1917–2013)
- 1983: Rodney R. Porter (1917–1985)
- 1984: Subrahmanyan Chandrasekhar (1910–1995)
- 1985: Aaron Klug (1926–2018)
- 1986: Rudolf Peierls (1907–1995)
- 1987: Robert Hill (1899–1991)
- 1988: Michael Francis Atiyah (1929–2019)
- 1989: César Milstein (1927–2002)
- 1990: Abdus Salam (1926–1996)
- 1991: Sydney Brenner (1927–2019)
- 1992: George Porter (1920–2002)
- 1993: James Watson (* 1928)
- 1994: Charles Frank (1911–1998)
- 1995: Frank Fenner (1914–2010)
- 1996: Alan Cottrell (1919–2012)
- 1997: Hugh Esmor Huxley (1924–2013)
- 1998: Michael James Lighthill (1924–1998)
- 1999: John Maynard Smith (1920–2004)
- 2000: Alan Battersby (1925–2018)

### 21. Jahrhundert
- 2001: Jacques Miller (* 1931)
- 2002: John Anthony Pople (1925–2004)
- 2003: John Gurdon (* 1933)
- 2004: Harold Kroto (1939–2016)
- 2005: Paul Nurse (* 1949)
- 2006: Stephen Hawking (1942–2018)
- 2007: Robert May (1936–2020)
- 2008: Roger Penrose (* 1931)
- 2009: Martin Evans (* 1941)
- 2010: David Cox (1924–2022), Tomas Lindahl (* 1938)
- 2011: Dan McKenzie (* 1942)
- 2012: John E. Walker (* 1941)
- 2013: Andre Geim (* 1958)
- 2014: Alec John Jeffreys (* 1950)
- 2015: Peter Higgs (1929–2024)
- 2016: Richard Henderson (* 1945)
- 2017: Andrew Wiles (* 1953)
- 2018: Jeffrey I. Gordon (* 1947)
- 2019: John B. Goodenough (1922–2023)
- 2020: Alan Fersht (* 1943)
- 2021: Jocelyn Bell Burnell (* 1943)
- 2022: Oxford-AstraZeneca Vaccine Team
- 2023: Martin Rees (* 1942)
- 2024: Gregory Paul Winter (* 1951)